# Xã Michigamme, Michigan
Xã Michigamme (tiếng Anh: Michigamme Township) là một xã thuộc quận Marquette, tiểu bang Michigan, Hoa Kỳ. Năm 2010, dân số của xã này là 349 người.